# Little Nightmares
Little Nightmares (с англ. — «Маленькие кошмары») — компьютерная игра в жанре платформера с элементами квеста и survival horror, разработанная шведской компанией Tarsier Studios и выпущенная компанией Bandai Namco Entertainment. Игра вышла 28 апреля 2017 года для Windows, PlayStation 4, Xbox One. 12 декабря 2023 года вышло мобильное издание игры на iOS и Android.

## Игровой процесс
Игра представляет собой 2,5D-платформер. Управление персонажем тактильное. Нажатие, удерживание и опускание каждой кнопки означает определённое действие, совершаемое Шестой. Набор действий, который она способна выполнять, невелик: лазить, прыгать, хватать и использовать предметы, использовать зажигалку, принимать пищу, обнимать номов.

## Сюжет игры
Игра начинается со сна, в котором в сторону зрителя медленно поворачивается некая женщина — Гейша.
Маленькая 9-летняя девочка в жёлтом дождевике по имени Шестая просыпается в чемодане на самом нижнем уровне Чрева — загадочного подводного корабля, появляющегося каждый год в одно и то же время в разных местах. Она исследует корабль, освещая себе путь с помощью зажигалки, и по пути находит загадочных существ — Номов, которых постоянно обнимает, и некие статуэтки этой самой гейши.
По пути она заходит в комнату с детьми, в которую вместе с ней входит низкорослое слепое существо с длинными руками, ориентирующееся только на звук, запах и ощупь. Шестая обходит его и следует дальше. По пути Шестую мучает голод, и она натыкается на мальчика, который отдаёт ей свой хлеб. Следуя дальше, преодолевая множество смертоносных препятствий, Шестая попадает в комнату того самого длиннорукого человека, а затем, чуть поднявшись на лифте, снова начинает испытывать голод. Пройдя чуть дальше, она замечает в металлической клетке кусок мяса и съедает его. Попутно с этим дверцу клетки захлопывает длиннорукий человек, загнав тем самым Шестую в ловушку. Шестая высвобождается из клетки и попадает в комнату с длинноруким человеком, заматывающим чьи-то маленькие тела. Шестая догадывается, что передвигаться можно только по разбросанной ткани, поскольку ткань смягчает шум от шагов. После небольшой погони Шестая забегает в комнату с металлической дверью, закрыться которой мешает клетка. Шестая ломает клетку и отрубает длиннорукому человеку обе руки.
Пробравшись на ярус выше, Шестая начинает испытывать голод. Она находит попавшую в мышеловку крысу и съедает её.
После этого Шестая с помощью крюка для мяса попадает на кухню. Там она встречает двух толстых поваров, готовящих еду. Повара на самом деле проявляют полное антисанитарное отношение к еде, готовя её грязными руками, при этом чихая и кашляя на неё. После небольших разборок с поварами Шестая, зацепившись за крюк для мяса выбирается с кухни на верхние палубы корабля.
Выбравшись на внешнюю сторону корабля, Шестая видит больших, жирных человекоподобных существ — Гостей, приезжающих на Чрево, чтобы бесконечно есть. Затем, проходя рядом с идущими гостями, Шестая видит ту самую гейшу, стоящую над всеми и наблюдающую за гостями.
Проходя через гостиную, Шестая пытается быть не съеденной гостями. Неожиданно группа гостей группируется и преследует девочку, буквально как цунами. Преодолев эту орду, Шестая попадает в отсек без гостей и начинает снова испытывать голод. Она встречает Нома, который предлагает ей сосиску, однако Шестая съедает Нома.
После этого Шестая попадает на ярус той самой гейши, которую зовут Хозяйкой — покои Хозяйки. Девочка пытается медленно пройти мимо Хозяйки, однако она её замечает и начинает преследовать. Шестая попадает в заброшенную гардеробную и находит там старое зеркало. При направлении зеркала на Хозяйку она начинает получать урон. После продолжительного сражения Хозяйка падает и теряет маску, а Шестая вновь начинает испытывать голод. Она подходит к ослабленной Хозяйке и кусает её за шею, поглощая её силы, тем самым убивая её.
Шестая поднимается на самый верхний ярус и выходит в последний зал с гостями. Однако девочка уже их не боится и начинает высасывать их жизненную силу от одного к другому. Пройдя весь зал и убив всех гостей в ярусе, открываются металлические двери наружу и Шестая поднимается по лестнице, освещённая солнечным светом.
Если во время игры Шестая обняла нескольких номов, то в финальной сцене в зале появится соответствующее количество номов, провожающих её взглядом. Число номов в этой сцене зависит от того, сколько именно из них было обнято в ходе игры.

## Разработка
Идея истории Little Nightmares пришла разработчикам в 2004 году — в год создания Tarsier Studios. 25 февраля 2015 года студия объявила о разработке игры Hunger (с англ. — «Голод»). Вскоре появилась и демоверсия, но игра не имела издателя. 12 августа 2016 года разработчики опубликовали новость об изменении названия на Little Nightmares для избежания путаницы с романом Hunger Games (с англ. — «Голодные игры»), также появился издатель — Bandai Namco Entertainment. 19 августа 2016 года разработчики рассказали о том, что игра выйдет на Windows, PlayStation 4, Xbox One, релиз же состоится весной 2017 года. 18 января 2017 года была объявлена дата выхода игры — 28 апреля 2017 года.
Шестая создавалась на редакторе трёхмерной графики Autodesk Maya. При её создании разработчики много внимания уделили игровому процессу, периодически меняя поведение персонажа при управлении игроком для создания дополнительной атмосферы. Изначально предполагалось наделить Шестую умением свистеть, чтобы отвлекать монстров, но впоследствии от этой идеи отказались. Шестую озвучивали актрисы Хильда Лиден и Анна Моберг.
При создании Сторожа разработчики вдохновлялись Фредди Крюгером из серии ужасов «Кошмар на улице Вязов»: в частности, характер Сторожа основан на сцене, в которой Фредди длинными руками царапает забор. Движения Сторожа и других монстров основаны на кукольной мультипликации.
Образы большинства персонажей основаны на японских фильмах ужасов и аниме. По данным издания Rock, Paper, Shotgun, разработчики вдохновились тем, «как жуткие вещи были представлены чем-то возвышенным, грациозным, вызывающим уважение».
Головоломки в игре не вариативные, но заставляют изучать окружение локаций для их решения. В этом разработчики ориентировались на серию игр The Legend of Zelda.

## Медиа

### Дополнения
С 2017 по 2018 год вышли три сюжетных дополнения под общим названием «Тайны Чрева», рассказывающие подробнее о жизни в Чреве и приключениях мальчика по имени Беглец. Дополнения призваны показать «другой взгляд на приключения Шестой». События в дополнениях происходят параллельно с событиями, происходящими с Шестой в основной игре. Первые две главы вышли 7 июля и 10 ноября 2017 года, а третья и заключительная глава — 23 февраля 2018 года. В ней решилась судьба Беглеца.
Глава «Глубины» вышла 7 июля 2017 года. В ней Беглец оказывается в трюме с водой. На пути ему встречается таинственная девочка, которая тоже пытается выбраться из Чрева. От неё Беглецу достаётся фонарик. В локациях с водой Беглеца преследует Бабушка. В конце концов, Беглецу удастся убить Бабушку, скинув ей в воду включенный телевизор, который поджарит её заживо. В финале Сторож ловит Беглеца, сажает в клетку и отправляет к другим детям в клетках, среди которых и Шестая.
Глава «Убежище» вышла 10 ноября 2017 года. В ней Беглец оказывается в моторном отсеке Чрева, где повсюду агрегаты и разбросан уголь. В этой главе Беглец активно взаимодействует с номами, которые помогают ему преодолевать препятствия. Номы бросают уголь в паровой котёл, благодаря которому работает Чрево. Задача Беглеца — привести к котлу как можно больше номов, чтобы заработал подъёмник, по которому Беглец выберется наверх. На пути Беглецу встречается Сторож. В финале Беглец оказывается на подъёмнике, в котором находится Хозяйка.
Глава «Покои» вышла 23 февраля 2018 года. В ней Беглец оказывается в покоях Хозяйки. Ему нужно собрать статуэтки, которые должны помочь выбраться из покоев. По пути он сталкивается с призраками детей, которые боятся света, и одолевает их при помощи фонарика. В финале Хозяйка хватает Беглеца и превращает в нома. После превращения ном отправляется в комнату, где лежит сосиска — та самая, которую он подаст Шестой и будет ею убит. В сцене после титров появляется выключенный телевизор, который неожиданно включается. На мгновение на экране возникает силуэт высокого человека в шляпе и костюме.

### Комиксы
По мотивам игры Titan Comics выпустила серию комиксов с одноимённым названием в четырёх выпусках, сценаристом которой является Джон Шеклфорд, а художником — Аарон Алексович. Выпуск первого номера вышел 28 апреля одновременно с релизом игры.

## Восприятие

### Отзывы критиков
| Сводный рейтинг       | Сводный рейтинг                                 |
| Агрегатор             | Оценка                                          |
| --------------------- | ----------------------------------------------- |
| GameRankings          | - (PC) 81,17 % - (PS4) 74,03 % - (XONE) 83,07 % |
| Metacritic            | (PC) 81/100 (PS4) 78/100 (XONE) 83/100          |
| «Критиканство»        | 85/100                                          |
| Иноязычные издания    |                                                 |
| Издание               | Оценка                                          |
| Destructoid           | 8,5/10                                          |
| EGM                   | 4/10                                            |
| Game Informer         | 9/10                                            |
| GameRevolution        | [ 24 ]                                          |
| GameSpot              | 8/10                                            |
| GamesRadar+           | [ 26 ]                                          |
| IGN                   | 8,8/10                                          |
| PC Gamer (US)         | 78/100                                          |
| Polygon               | 8,5/10                                          |
| VideoGamer            | 9/10                                            |
| Русскоязычные издания |                                                 |
| Издание               | Оценка                                          |
| 3DNews                | 9/10                                            |
| Riot Pixels           | 80 %                                            |
| «Игромания»           | 8,5/10                                          |
| «Игры Mail.ru»        | 8/10                                            |
| «Канобу»              | 9/10                                            |
| Stratege.ru           | 85/100                                          |

Игра Little Nightmares получила преимущественно положительные оценки игровых ресурсов. Версия для ПК получила оценку в 81 балл из 100 возможных на Metacritic. Версия для PlayStation 4 получила оценку в 78 баллов из 100 возможных на Metacritic. Версия для Xbox One получила оценку в 83 балла из 100 возможных на Metacritic. Русскоязычные издания оценили игру на 85 баллов из 100 возможных на «Критиканство».
В Destructoid похвалили Little Nightmares, назвав её гипнотизирующей и интригующей игрой. В Game Revolution заявили, что в игре «кроется двойной смысл: с одной стороны игровой процесс постоянно испытывает терпение игрока, подталкивая вперёд, с другой — атмосфера и звуковое оформление заставляют испытывать ужас настолько, что чудища начинают вызывать восторг». В Electronic Gaming Monthly поставили игре 4 балла из 10, посетовав на то, что «космической атмосферы не достаточно для платформера-головоломки, в котором полностью отсутствует какая-либо сложность». В издании раскритиковали разработчиков за главную героиню Шестую, которая, по мнению обозревателя, получилась неинтересной. В GamesRadar заявили, что «являясь временами механически грубой, но артистически глубокой, Little Nightmares некоторое время может поиграть на нервах, но образы из игры засядут в голове и никогда не уйдут оттуда». В IGN отметили, что «являясь по-забавному странной, нескончаемо мрачной и безмятежно остроумной, Little Nightmares является приятным свежим взглядом на ввержение в ужас». В PC Gamer заявили, что «будучи хорошим платформером, но глубоко художественной хоррор-игрой, Little Nightmares удачно играет на множестве пугающих образах». В Polygon назвали игру яркой как сон, и отметили, что она выглядит безопасной настолько, что можно легко потерять бдительность во время прохождения. В издании отметили, что базовые принципы дизайна игры не всегда удачно сбалансированы, но когда гаснет свет, игра даёт понять, «какая ты маленькая букашка в этом опасном мире».
В российской «Игромании» сравнили игру с Among the Sleep по сюжету и с Inside по стилистике, а главную героиню — с Дюймовочкой из-за очень маленького роста. В «Канобу» сравнили игру с Limbo, отметили неоднозначность Шестой и заметили, что во время прохождения игры «приближения приступов голода боишься больше, чем встречи с боссом». В PlayGround.ru, обращая внимание на сюжет, заявили, что когда в игре затрагивается тема голода, она становится «не такой уж и детской». В издании отметили параллели с детством в реальности: «вездесущий глаз будто символизирует нежелание попадаться на глаза родителю в неблагополучной семье» и заключили, что у разработчиков «получился отличный дебютный проект, после прохождения которого вы чётко поймёте как минимум одну вещь. Главное — чтобы ребёнок был вовремя накормлен». «Игры@Mail.Ru» назвали Little Nightmares игрой на сообразительность, обратив внимание на отсутствие подсказок, и отметили ощущение искренней радости, когда игроку удаётся самостоятельно разгадать загадку, и досады, когда игрок не заметил простейшую разгадку. В издании отметили, что игра заставляет почувствовать себя ребёнком, который в силу возраста преодолевает препятствия методом проб и ошибок. В Riot Pixels сравнили игру с Never Alone и отметили, что Шестая ближе к финалу вызывает разочарование у игроков, принимавших её за положительную героиню. В 3DNews похвалили игру за графику и внимание к деталям окружения. Обращая внимание на беспомощность Шестой, в издании сравнили игру с Resident Evil 7: Biohazard и отметили, что «отсутствие возможностей защититься создаёт очень напряжённую атмосферу», а «контраст между размерами Шестой и врагов нагоняет достаточно жути, чтобы попадаться им на глаза не хотелось ни при каких обстоятельствах». В Stratege.ru отметили, что особенность управления и окружающая атмосфера сближают игрока с Шестой и отталкивают, когда прохождение близится к финалу.

### Награды
| Год  | Премия                  | Категория                                              | Результат | Источник |
| ---- | ----------------------- | ------------------------------------------------------ | --------- | -------- |
| 2016 | Gamescom 2016           | Премия за инди-проект                                  | Победа    | [ 39 ]   |
| 2017 | Golden Joystick Awards  | Лучший визуальный дизайн                               | Номинация | [ 40 ]   |
| 2017 | Golden Joystick Awards  | Лучший звук                                            | Номинация | [ 40 ]   |
| 2017 | Global Game Awards 2017 | Лучшая хоррор-игра                                     | 4 место   | [ 41 ]   |
| 2018 | D.I.C.E. Awards         | Выдающееся достижение в художественной постановке      | Номинация | [ 42 ]   |
| 2018 | NAVGTR Awards           | Анимация, артистизм                                    | Номинация | [ 43 ]   |
| 2018 | NAVGTR Awards           | Художественная постановка, соответствие духу времени   | Номинация | [ 43 ]   |
| 2018 | NAVGTR Awards           | Игровой дизайн, оригинальная история                   | Номинация | [ 43 ]   |
| 2018 | NAVGTR Awards           | Свет/текстуризация                                     | Номинация | [ 43 ]   |
| 2018 | NAVGTR Awards           | Оригинальная драматическая линия, оригинальная история | Номинация | [ 43 ]   |
| 2018 | NAVGTR Awards           | Использование звука, оригинальная история              | Номинация | [ 43 ]   |

### Продажи
Летом 2018 года, благодаря уязвимости в защите Steam Web API, стало известно, что точное количество пользователей сервиса Steam, которые играли в игру хотя бы один раз, составляет 280 612 человек.

## Приквел и продолжение

### Very Little Nightmares
10 апреля 2019 года вышел тизер мобильной версии игры под названием Very Little Nightmares. Выход на iOS состоялся в мае 2019 года. Игра разработана студией Alike в двухмерной графике. В сюжете показана предыстория Шестой и её приключения в Гнезде.

### Little Nightmares 2
19 августа 2019 года на игровой выставке Gamescom была анонсирована вторая часть игры — Little Nightmares 2, выход которой состоялся 11 февраля 2021 года на PC, PlayStation 4, Xbox One и Nintendo Switch.
Главным героем стал мальчик по имени Моно. Его сопровождает Шестая и помогает проходить головоломки и препятствия. Вместе они через лес, школу, больницу и город должны добраться до Маяка, который губительно воздействует на обитателей поблизости, чтобы найти источник зла и спасти Шестую от её ужасной судьбы. На пути им встречаются Учительница, Охотник и другие противники.
Основным персонажем для игры является Моно. Шестой будет управлять искусственный интеллект, но её можно задействовать для совместного решения головоломок. Моно может отбиваться от противников, используя кухонную утварь и другие предметы. Возможности героев в игровом процессе расширяются по ходу развития их взаимоотношений.

### Комментарии
1. ↑  Портированием игры на iOS и Android занималась студия Playdigious.